# ダイス (お笑い)
ダイス（だいす、1984年1月21日 - ）は、宮崎県日向市出身の、日本のお笑い芸人（ピン芸人）。 本名及び、旧芸名、小原 大祐 （こはら だいすけ）、Dice。過去の所属事務所は吉本興業東京本社（東京吉本）。

## 来歴
1999年、15歳の頃にマックスプロジェクト所属で、お笑いコンビ「天然軍」を結成し、その後ひばりプロダクションに移籍したが、2002年10月31日解散。
同年11月、ピン芸人「Dice」（ダイス）として活動を開始し、2004年、20歳でワタナベエンターテインメントに所属する。 日本テレビ「エンタの神様」等で、キャッチコピー「替え歌の六面体」Diceとして活動したが、その後わずか2年でワタナベエンターテインメントを退社。
2007年4月、東京NSC13期生としてNSCに入学する。NSC同期芸人の橋本まさをと共にお笑いコンビ、「○－×」（まるひくばつ）を結成し、個人の芸名は本名名義となる。
2008年4月、NSCを卒業して、その後よしもとクリエイティブ・エージェンシー所属となり、お笑いコンビ○－×でお笑いライブやテレビ番組等で活動をするも、2008年7月 いっぱいで解散。
翌月の2008年8月からは本名「小原大祐」名義で再びピン芸人活動となる。1年以上本名名義で活動した後に2009年9月より、本名から芸名での活動に変更して、以前の芸名を片仮名にした「ダイス」に改名した。2018年に芸歴11年目以上のバトルライブ「CHANGE」で優勝。
2021年に吉本を離れ、元笑鷺の浜口洋輔とのコンビ「ファイナルジャッジメント」を結成しフリーで活動。

## 芸風
- Dice名義だったエンタの神様出演時代は、サングラスをかけた姿で、ボイスパーカッションを用いて、ネタの間に「ダイスソング！」（ダイッソンと言ってるように聞こえる）と入れる替え歌ネタが主流であった[8][10][11]。
- お笑いコンビ「○－×」時代は、普通の漫才もテレビ番組等で披露し、ボケを担当していた。
- ピン芸人時代は、フリップ芸であるあるネタや歌ネタ、1人コント等様々なピンネタをしていた。

## 人物・エピソード
- 本名「小原大祐」の「すけ」の文字の漢字は、本来は「示」に「右」という漢字なのだが、その漢字は携帯電話やパソコンでは変換されずに出てこないため「祐」にしている[18]。
- ダイスという芸名の由来は、6通りもの理由があるため、6面のサイコロという意味のダイスとなった[19]。
- 幼稚園の頃から「オレたちひょうきん族」、「ダウンタウンのごっつええ感じ」、「吉本印天然素材」を観てお笑い芸人になりたいと志したと公式ブログにて発言している[7]が、自身の年齢と番組開始年の計算上では、1991年放送開始の「ごっつええ感じ」と「天然素材」の2番組については幼稚園児の頃ではなく小学生の頃となる計算になってしまう[注 1]。
- 最終学歴は埼玉県立鳩ヶ谷高等学校卒業であるが、それ以前までの出身校と出身幼稚園は、宮崎県日向市財光寺南幼稚園、東京都板橋区立三園小学校、埼玉県川口市立芝東中学校を卒業している[4][5]。
- 尖っていると言われるが人見知りなだけであると答えている[3]。しかし興味無い人とは話さないと答えていることから[3]、充分尖っているとも取れるような発言もしている。
- 好きな食べ物は数多くあるが、嫌いな食べ物はチーズ、カラザ、サーモン、くさやである[4][5][20]。
- 趣味、特技、興味のあることは、クイズ、パズル、雑学、リアル脱出ゲーム、謎解き、ルービックキューブ、格闘技、競馬、地図を見ること、ボイスパーカッション、歌うこと などである[2][3][4][20]。
- 長所は「常に一生懸命」なことと「負けず嫌い」なことで、短所は「1つの話が長い」ことと、長所と同じく「負けず嫌い」なことである[5][20]。
- 公式ブログを更新する時刻を、2010年7月初旬以降からは毎回ずっと午後11時59分に更新している。ただしごく稀であるがそれ以外の時刻に更新されているブログも一部だけ存在する[21]。
- 1999年のひばりプロダクション以前は、マックスプロジェクトに所属していた。実際の芸歴とよしもと芸人としての芸歴が8年違う[6]。

## 出演

### テレビ番組
- エンタの神様（日本テレビ） - レギュラー - （キャッチコピー「替え歌の六面体」）[8][9][10][11]
- 笑いの金メダル（テレビ朝日）
- 学校へ行こう!（TBS、2005年1月18日）（クラブパイレーツのコーナー出演）
- お笑い登龍門（日本テレビ）
- 大笑点（日本テレビ）
- くるくるドカン〜新しい波を探して〜（フジテレビ）
- エンタの天使（日本テレビ）
- イエヤス（CBCテレビ）
- ぐるぐるナインティナイン「おもしろ荘へいらっしゃい! 」 （日本テレビ、2008年6月）　- お笑いコンビ「○-×」時代[13]
- おはスタ（テレビ東京）[22]
- くりぃむナンチャラ（テレビ朝日、2016年12月）
- くりぃむしちゅー特番　芸能界最強！お笑いマニア王決定戦（テレビ朝日、2017年1月3日）
- お願い!ランキング（テレビ朝日、2017年3月7日、3月8日、3月13日、3月14日、3月15日、3月21日、3月28日）[23][24][25][26][27]

他

### インターネット
- よしログ（GYAO!）[28]

### ラジオ番組
- オールナイトニッポンR（ニッポン放送）

### ライブ・舞台
- AGE AGE LIVE（ヨシモト∞ホール）
- 渋谷ばちーんんんLive
- Get King Live
- 彩～irodori～[29][30]
- セカンド∞バトル
- U-13
- ピンバトル
- 今夜はネタパレード[31]
- 今夜はネタランド[32]

他多数

#### 単独ライブ
- 第一回 ダイス単独LIVE「単独童貞からの卒業」（2015年）
- 第二回 ダイス単独LIVE「小さな街の大きなマンションで起きた中くらいのコト」（2016年）
- ダイス3分ネタ7本ライブ【七面体】（2017年）

### CM
- 資生堂「uno」（2005年）